# Bosley
Bosley is een civil parish in het bestuurlijke gebied Cheshire East, in het Engelse graafschap Cheshire met 400 inwoners.